# Arciprestazgo de Parla
El Arciprestazgo de Parla, es un arciprestazgo español que está bajo la jurisdicción del Obispado de Getafe y está compuesto por las siguientes parroquias:
| Parroquias                               | Imagen                                   |
| ---------------------------------------- | ---------------------------------------- |
| Iglesia de Cristo Liberador              | Parroquia Cristo Liberdador              |
| Iglesia de Nuestra Señora de la Asunción | Iglesia de Nuestra Señora de la Asunción |
| Iglesia de Nuestra Señora de la Paz      | Parroquia Nuestra Señora de la Paz       |
| Iglesia de San Bernardo                  |                                          |
| Iglesia de San Francisco de Sales        | Parroquia Francisco de Sales             |
| Iglesia de los Santos Justo y Pastor     | Parroquia Santos Justo y Pastor          |